# Vordereifel (Verbandsgemeinde)
Vordereifel est une Verbandsgemeinde (collectivité territoriale) de l'arrondissement de Mayen-Coblence dans la Rhénanie-Palatinat en Allemagne. Le siège de cette Verbandsgemeinde est dans la ville de Mayen qui ne fait pas partie de la collectivité.
La Verbandsgemeinde de Vordereifel consiste en cette liste d'Ortsgemeinden (municipalités locales) :

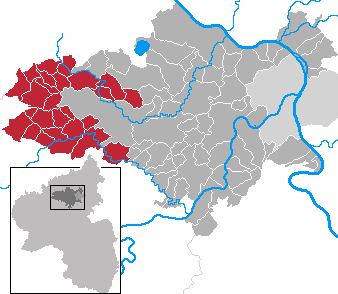
Localisation de la Verbandsgemeinde de Vordereifel dans l'arrondissement de Mayen-Coblence

| 1. Acht 2. Anschau 3. Arft 4. Baar 5. Bermel 6. Boos 7. Ditscheid 8. Ettringen 9. Hausten 10. Herresbach 11. Hirten 12. Kehrig 13. Kirchwald 14. Kottenheim | 1. Langenfeld 2. Langscheid 3. Lind 4. Luxem 5. Monreal 6. Münk 7. Nachtsheim 8. Reudelsterz 9. Sankt Johann 10. Siebenbach 11. Virneburg 12. Weiler 13. Welschenbach |